# أنخيل فيلار
أنخيل فيلار (بالإسبانية: Ángel Villar)‏ هو راكب الكنو إسباني، ولد في 16 سبتمبر 1949.

## وصلات خارجية
- أنخيل فيلار على موقع أوليمبيديا (الإنجليزية)